# Anniella geronimensis
Anniella geronimensis là một loài thằn lằn trong họ Anguidae. Loài này được Shaw mô tả khoa học đầu tiên năm 1940.